# أندريا كريستيانو
أندريا كريستيانو (بالإيطالية: Andrea Cristiano)‏ (15 يوليو 1984 في إيطاليا - ) هو لاعب كرة قدم إيطالي في مركز الوسط. لعب مع نادي أسكولي ونادي إمبولي ونادي برو فيرتشيلي ونادي فاريسي ونادي نوفارا وLupa Roma FC ‏ وUC AlbinoLeffe ‏.

## روابط خارجية
- أندريا كريستيانو على موقع قاعدة بيانات كرة القدم.إي يو (الإنجليزية)
- أندريا كريستيانو على موقع Soccerway.com (الإنجليزية)
- أندريا كريستيانو على موقع عالم كرة القدم.نت (الإنجليزية)